# Athetis laverna
Athetis laverna är en fjärilsart som beskrevs av Druce 1889. Athetis laverna ingår i släktet Athetis och familjen nattflyn. Inga underarter finns listade i Catalogue of Life.